# Surveyor 5
La Surveyor 5 fue la quinta misión del Programa Surveyor. Descendió en el Mar de la Tranquilidad, a 1º 24' 36'' N, 23º 10' 48'' E, en el interior de un cráter de 10 m de diámetro y a solo 25 km del lugar destinado al Apolo 11. Llevó a cabo un análisis químico con partículas alfa que reveló la existencia de basaltos lunares. Emitió 19 118 imágenes en total. Sobrevivió a la primera noche lunar (-150°), pero la calidad de los datos disminuyó.

## Galería

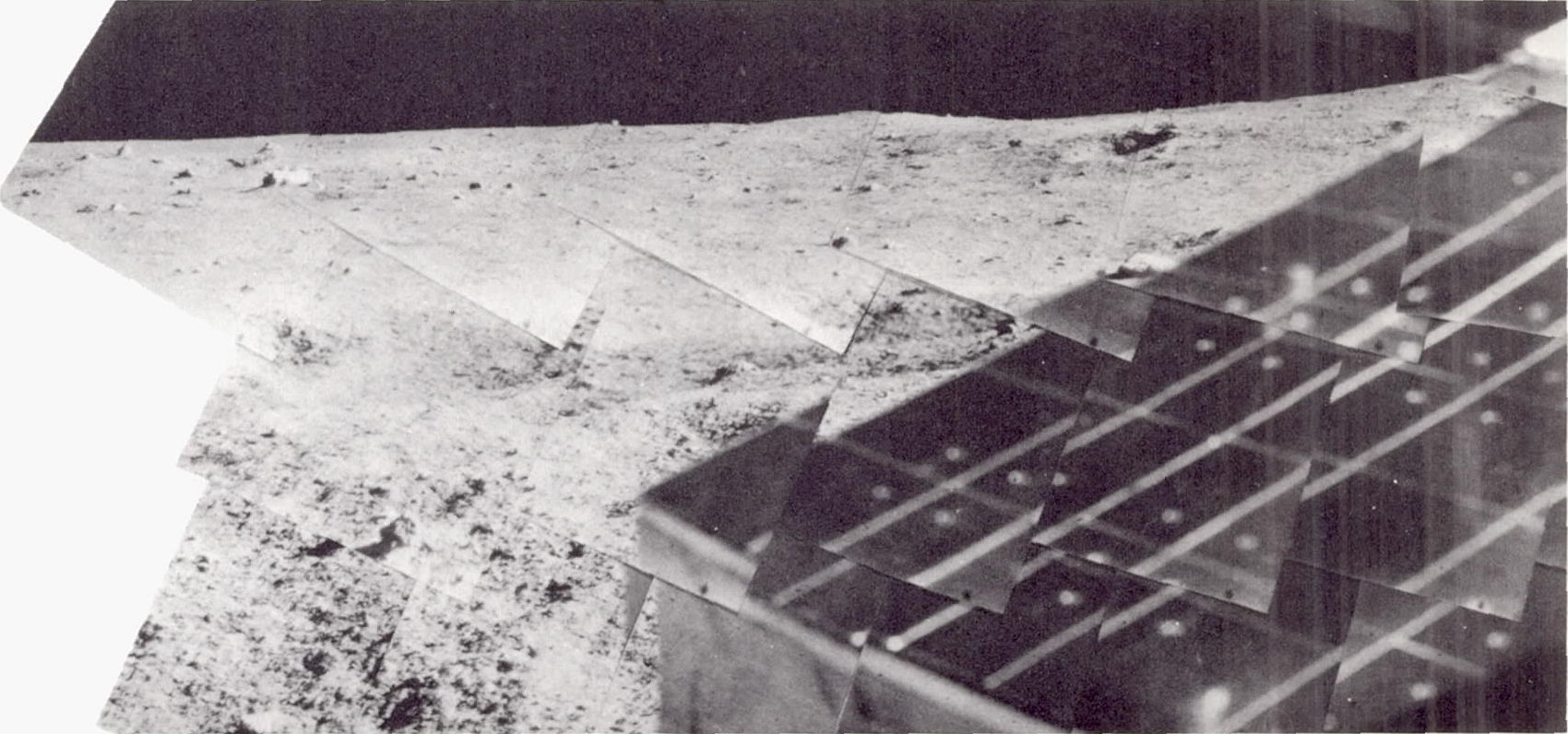
Surveyor 5 panorama
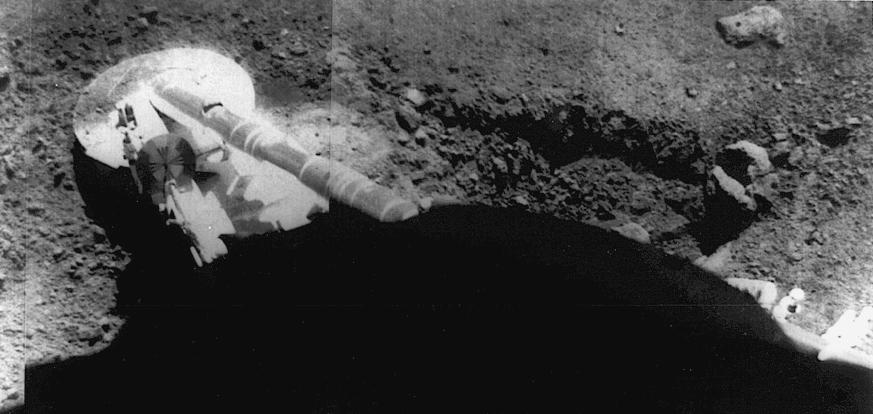
Patas de la Surveyor 5
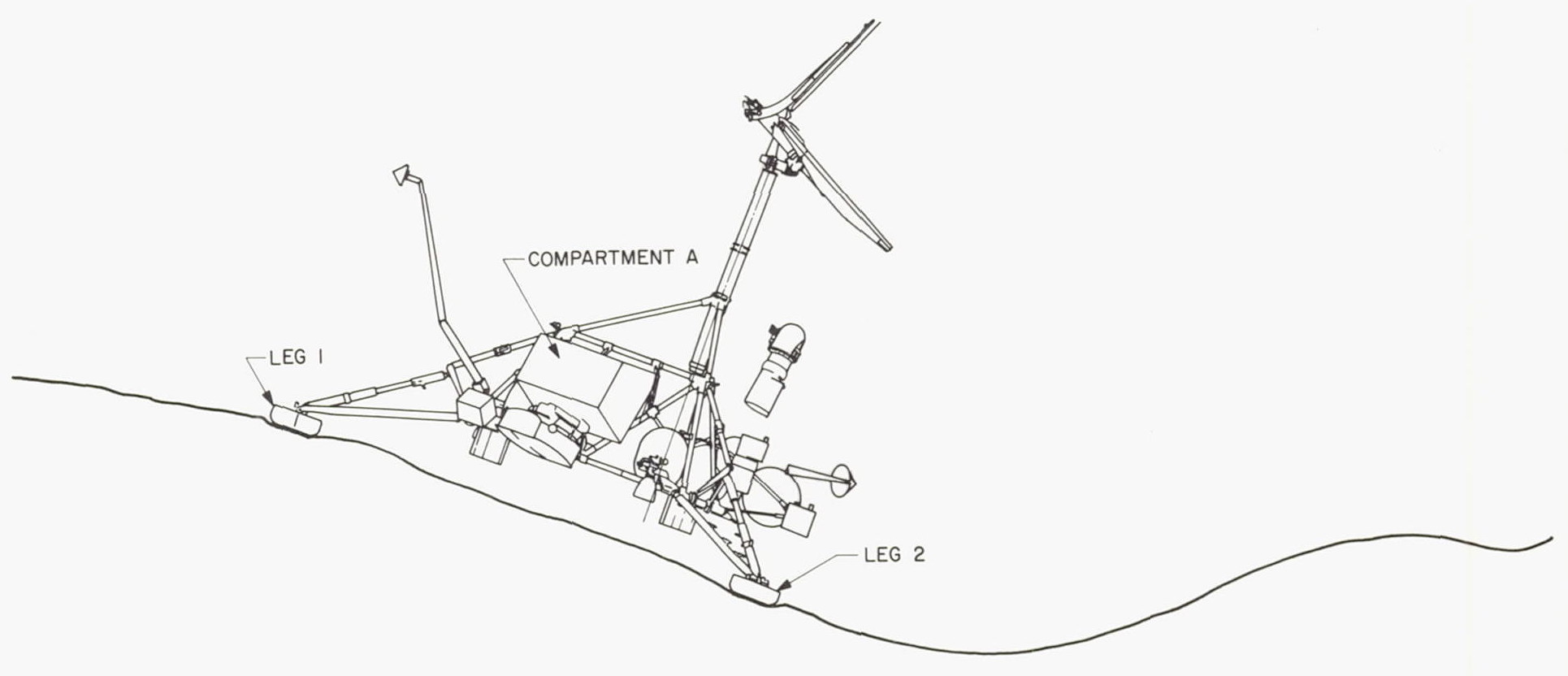
Surveyor 5 inclinación